# Xylocopa incompleta
Xylocopa incompleta là một loài Hymenoptera trong họ Apidae. Loài này được Ritsema mô tả khoa học năm 1880.